# АПЕКС-БАНК
АПЕКС-БАНК — колишній український банк, входив до IV групи за класифікацією Національного банку України. Головний офіс був розташований в місті Київ.
На ринку банківських послуг України функціонував з 2009 року. Регіональна мережа нараховувала 16 відділень. АПЕКС-БАНК був учасником об'єднаної банкоматної мережі «Радіус», яка разом із банками-партнерами нараховувала 4 тисячі банкоматів по всій території України.
23 серпня 2017 року на зборах акціонерів банку було прийняте рішення про припинення здійснення банківської діяльності без припинення юридичної особи.

## Історія
2015
- Січень: розпочала роботу Хмельницька Регіональна Дирекція;
- Національний банк України надав дозвіл на врахування залучених коштів на умовах субординованого боргу в іноземній валюті до капіталу Банку строком на 5 років, більш ніж на 80 млн грн. в еквіваленті.

2014
- Грудень: розпочало роботу Харківська Регіональна Дирекція;
- IV квартал: статутний капітал збільшений до 205 мільйонів гривень.

2013

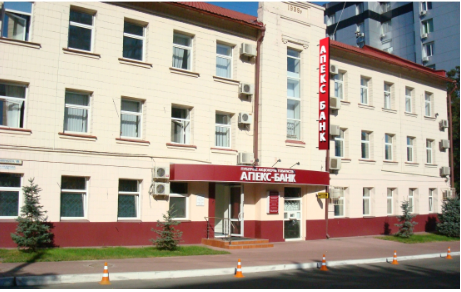
Головний офіс АПЕКС-БАНК у місті Київ (2015)

- Лютий: відкриття відділення у Дніпрі;
- Березень: АПЕКС-БАНК починає масову емісію платіжних карток МПС MasterCard. У рамках проекту здійснений запуск першого банкомату у м.Київ;

2012
- Березень: отримання права здійснення операцій з банківськими металами та валютою на міжнародних ринках;
- Жовтень: відкриття Чернівецького відділення № 8 (м.Чернівці).

2011
- Травень: відкриття перших відділень Банку — Чернівецької регіональної дирекції (Чернівці, Новоселиця);
- Червень: статутний капітал збільшений до 190 мільйонів гривень. АПЕКС-БАНК став членом Асоціації «Фондове Партнерство». Розпочало свою діяльність Донецьке відділення № 5 за адресою м.Донецьк, вул. Постишева 118;
- Серпень: запроваджено послугу з переказу та виплати коштів через міжнародну систему грошових переказів Western Union;
- Вересень: запроваджено послугу з переказу та виплати коштів через міжнародну систему грошових переказів "Международные Денежные Переводы «ЛИДЕР»;
- Жовтень: відкриття нових відділеннь в м. Чернівці та в м. Сторожинець Чернівецької області. У м. Львів розпочала роботу Львівська Регіональна Дирекція;
- Грудень: АПЕКС-БАНК став співзасновником та учасником Незалежної асоціації банків України (НАБУ).

2010
- Березень: АПЕКС-БАНК став учасником міжнародної платіжної системи SWIFT;
- Квітень: отримання ліцензії Державної комісії з цінних паперів та фондового ринку на проведення професійної діяльності на фондовому ринку;
- Травень: АПЕКС-БАНК став членом Української фондової біржі та отримав статус члена Асоціації «Українські фондові торговці».

2009
- Травень: реєстрація в Національному банку України[4];
- Жовтень: статутний капітал збільшений до 120 мільйонів гривень[5];
- Грудень: отримання ліцензії Національного банку України № 255 на здійснення банківських операцій[4]. Банк стає учасником Фонду гарантування вкладів фізичних осіб і підключається до Системи електронних платежів Національного банку України[5].

## Корпоративне управління

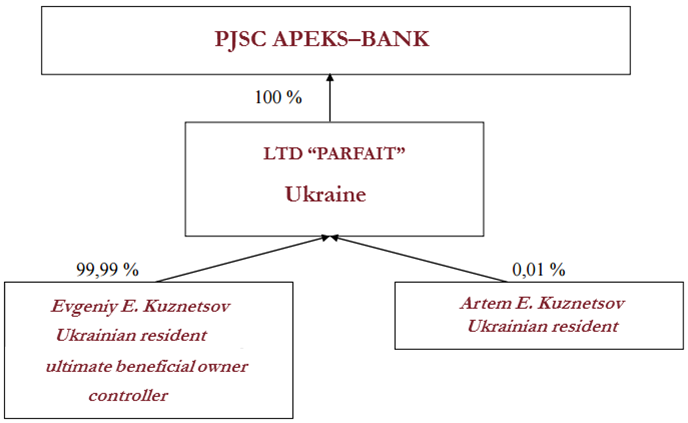
Структура власності ПАТ «АПЕКС-БАНК»

Головний акціонер банку — ТОВ «ПАРФЕ» (100,00 % акціонерного капиталу).

## Рейтинги
Рішенням рейтингового комітету незалежного уповноваженого Рейтингового агентства «IBI-Rating» від 31.08.2015 було оновлено:
- кредитний рейтинг АПЕКС-БАНК на рівні ua BBB з прогнозом «стабільний» за національною рейтинговою шкалою;
- індивідуальний рейтинг надійності вкладів АПЕКС-БАНК на рівні 4 (висока надійність).

## Членство у організаціях
- Асоціація «Українські Фондові Торговці»[8] — Свідоцтво учасника СРО № 923 від 27 травня 2010 року;
- Асоціація «Фондове Партнерство» з 09.06.2011 року — реєстраційний номер № 707;
- Українська фондова біржа (ПрАТ «УФБ»)[9] — Свідоцтво про членство на УФБ № 841 від 30.04.2015 року;
- ПАТ "Фондова Біржа «Перспектива» з 25.01.2013 року[10];
- Асоціація «Незалежна Асоціація Банків України», згідно з рішенням № 1 від 04.11.2011 року;
- Платіжна система "Міжнародні грошові перекази «ЛІДЕР»;
- Міжнародна платіжна система MasterCard International Incorporated;
- Society for Worldwide Interbank Financial Telecommunication (S.W.I.F.T.);
- Асоціація "Українська Національна Група Членів та Користувачів СВІФТ «УкрСВІФТ»[11];
- Перше всеукраїнське бюро кредитних історій (ПВБКІ)[12];
- Фонд гарантування вкладів фізичних осіб[13].

АПЕКС-БАНК приєднався до встановлених Центральним депозитарієм Умов Договору про обслуговування випусків цінних паперів.
Публічне акціонерне товариство «Розрахунковий центр з обслуговування договорів на фінансових ринках» надає АПЕКС-БАНК послуги з обслуговування кореспондентського рахунку.